# Róża pnąca
Róża pnąca, róża polna (Rosa arvensis Huds.) – gatunek krzewu z rodziny różowatych. Występuje w Europie od jej części zachodniej po południowo-wschodnią. W Polsce róża ta nie rośnie dziko, ale dawniej bywała rzadko uprawiana i prawdopodobnie dziczała.
Róża pnąca to nazwa gatunkowa róży botanicznej, ale podobnym pojęciem – różami pnącymi – określa się czepne, pnące się, odmiany uprawne róż.

## Zasięg geograficzny
Gatunek występuje dziko na rozległych obszarach Europy Zachodniej i Południowej. Rośnie w północnej Hiszpanii, we Francji, na Wyspach Brytyjskich (na północy, w Szkocji bardzo rzadki), w Belgii, zachodniej części Niemiec i dalej na południe od Czech, Węgier i Rumunii, sięgając zasięgiem na południu po Sycylię, Peloponez i europejską część Turcji.
W Polsce róża ta nie jest wymieniana jako składnik flory. Podawana jest jednak jako gatunek dawniej uprawiany i prawdopodobnie dziczejący.

## Morfologia

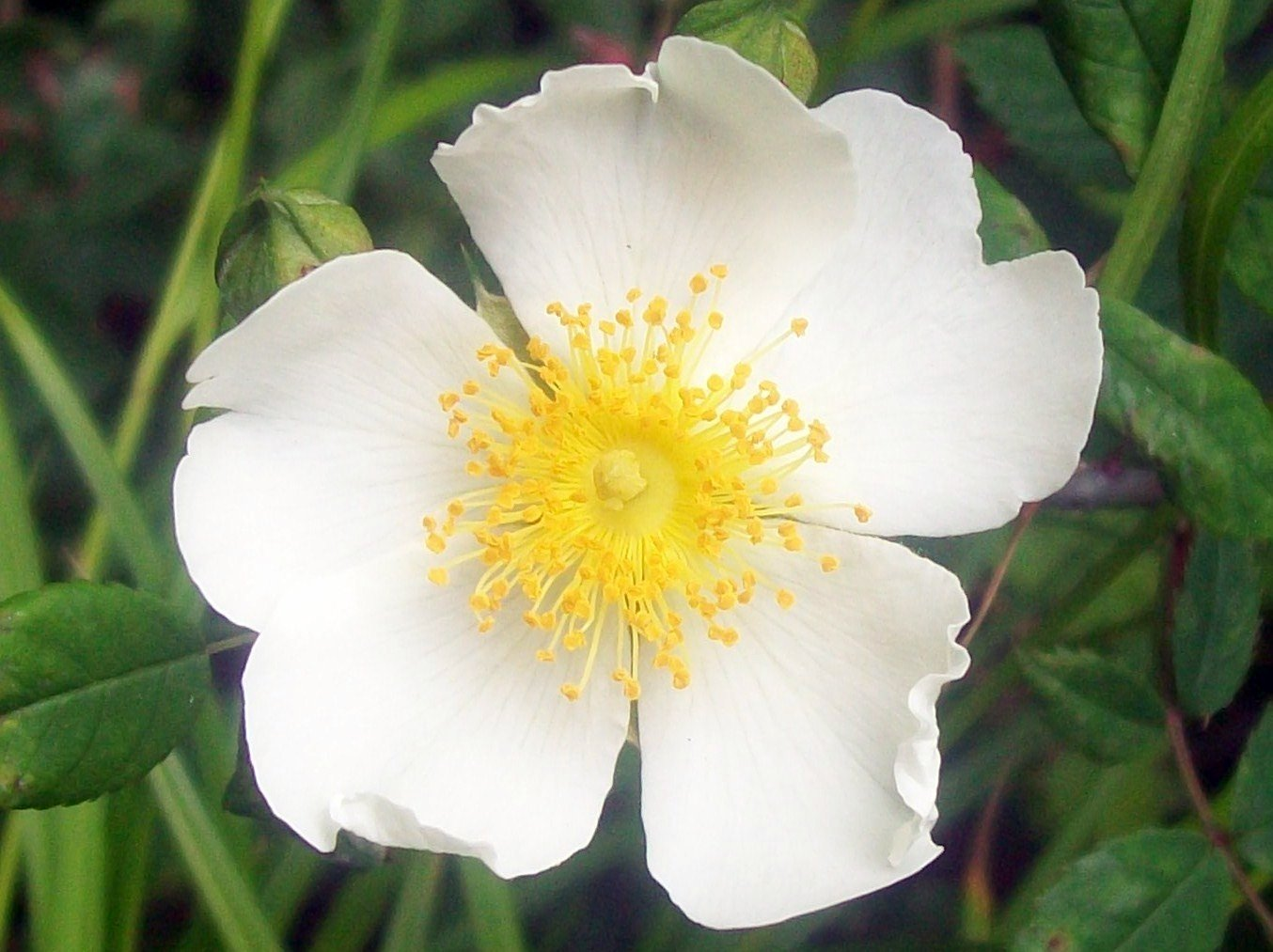
Kwiat
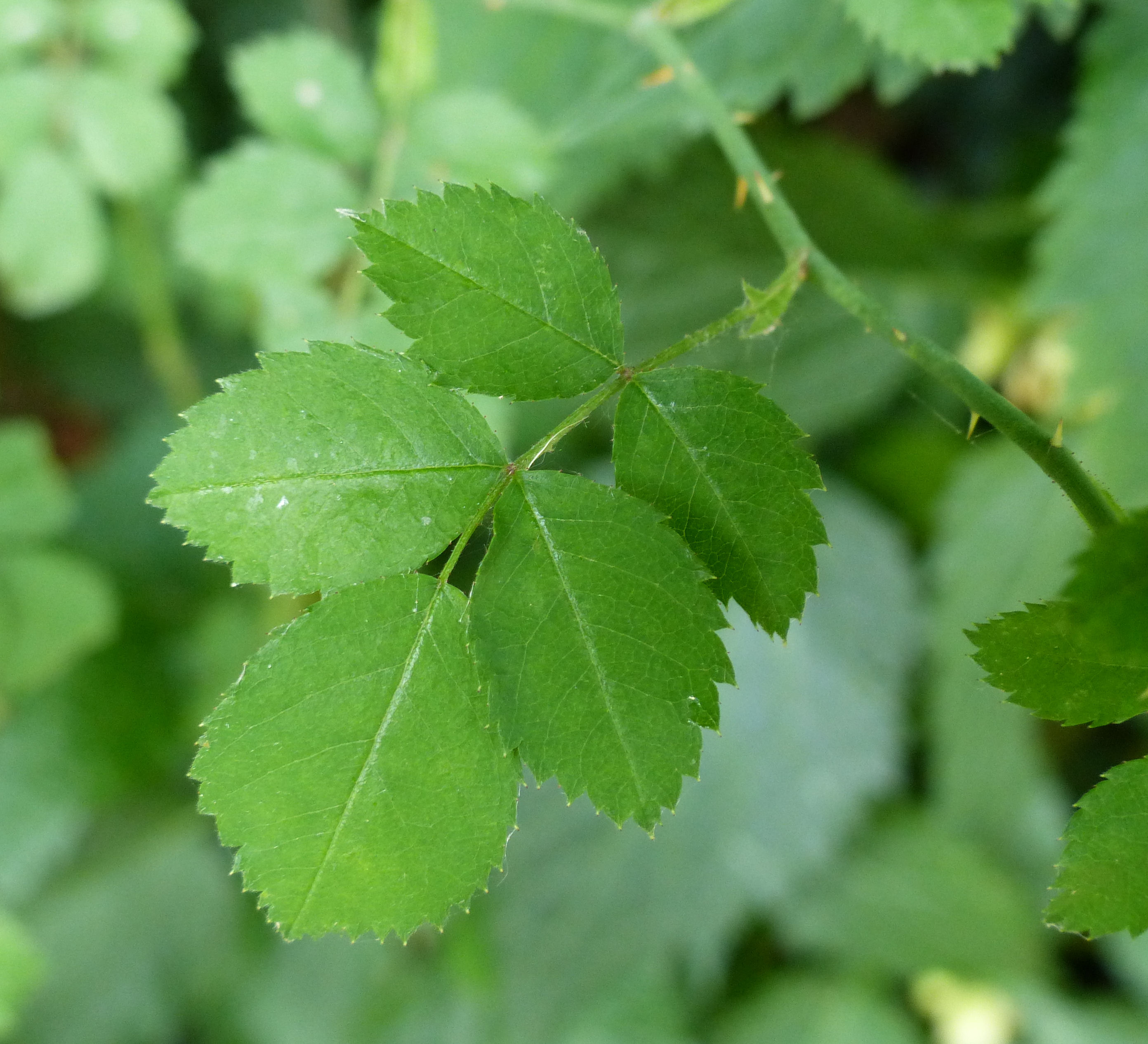
Liść
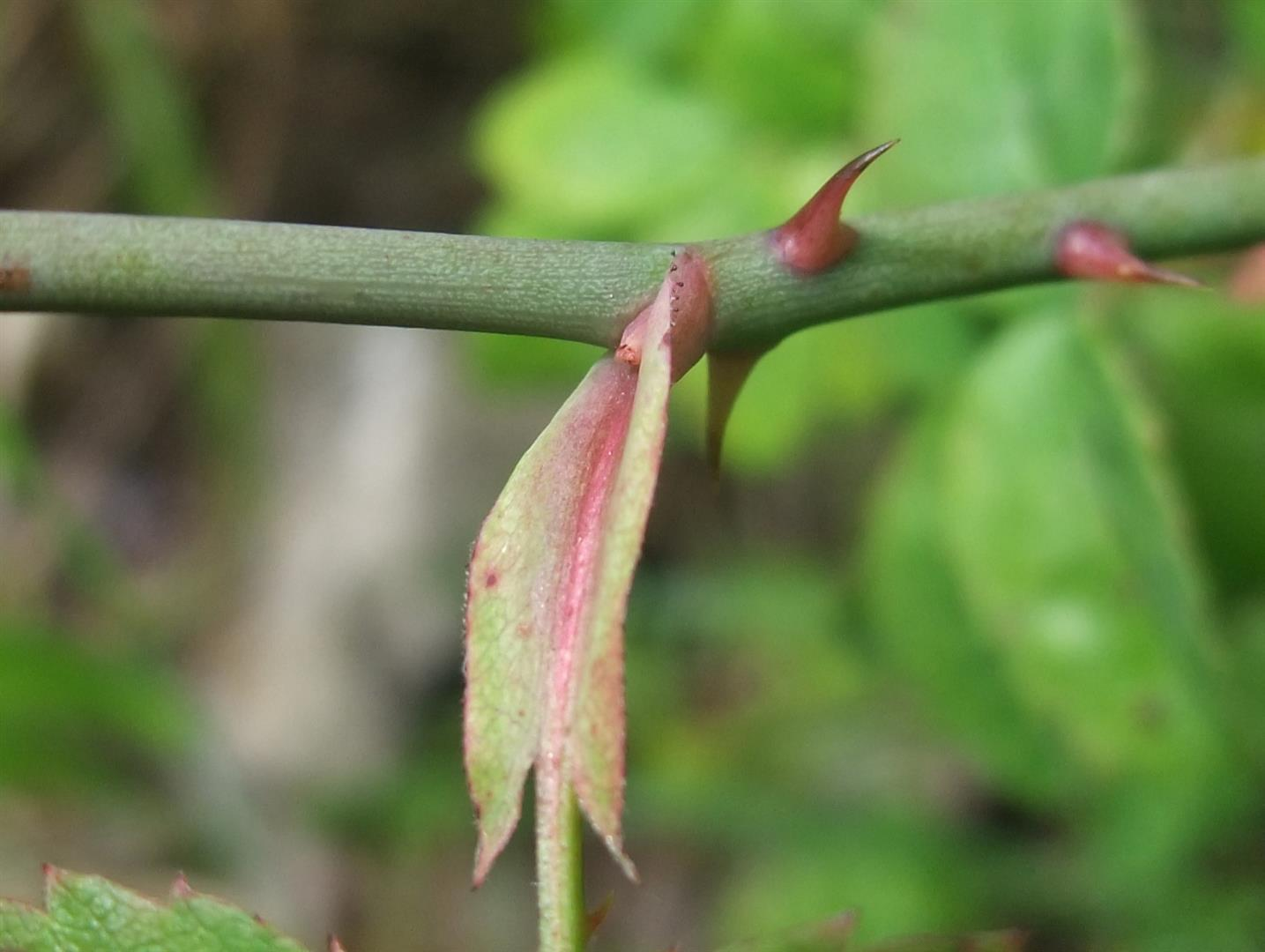
Przylistki
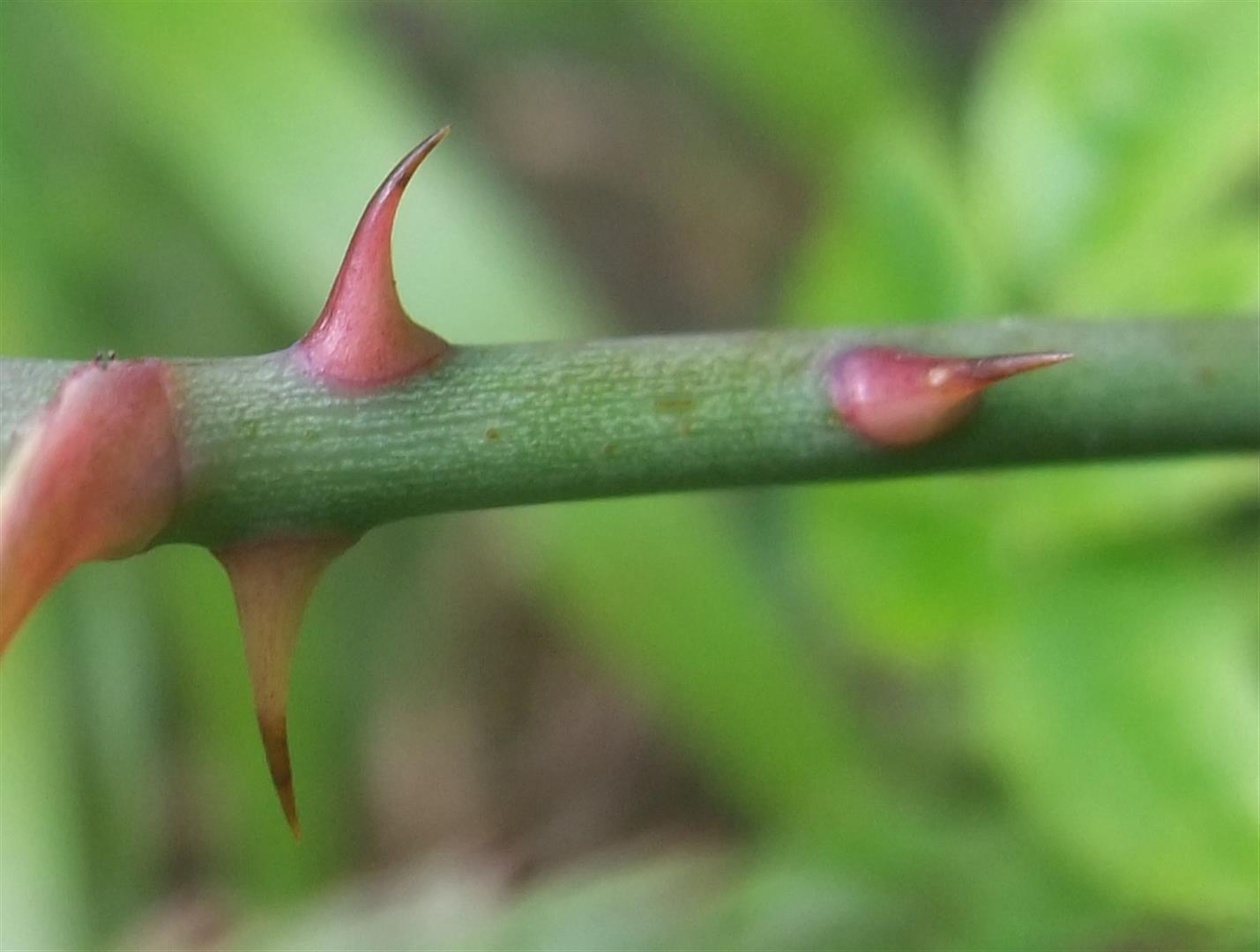
Kolce
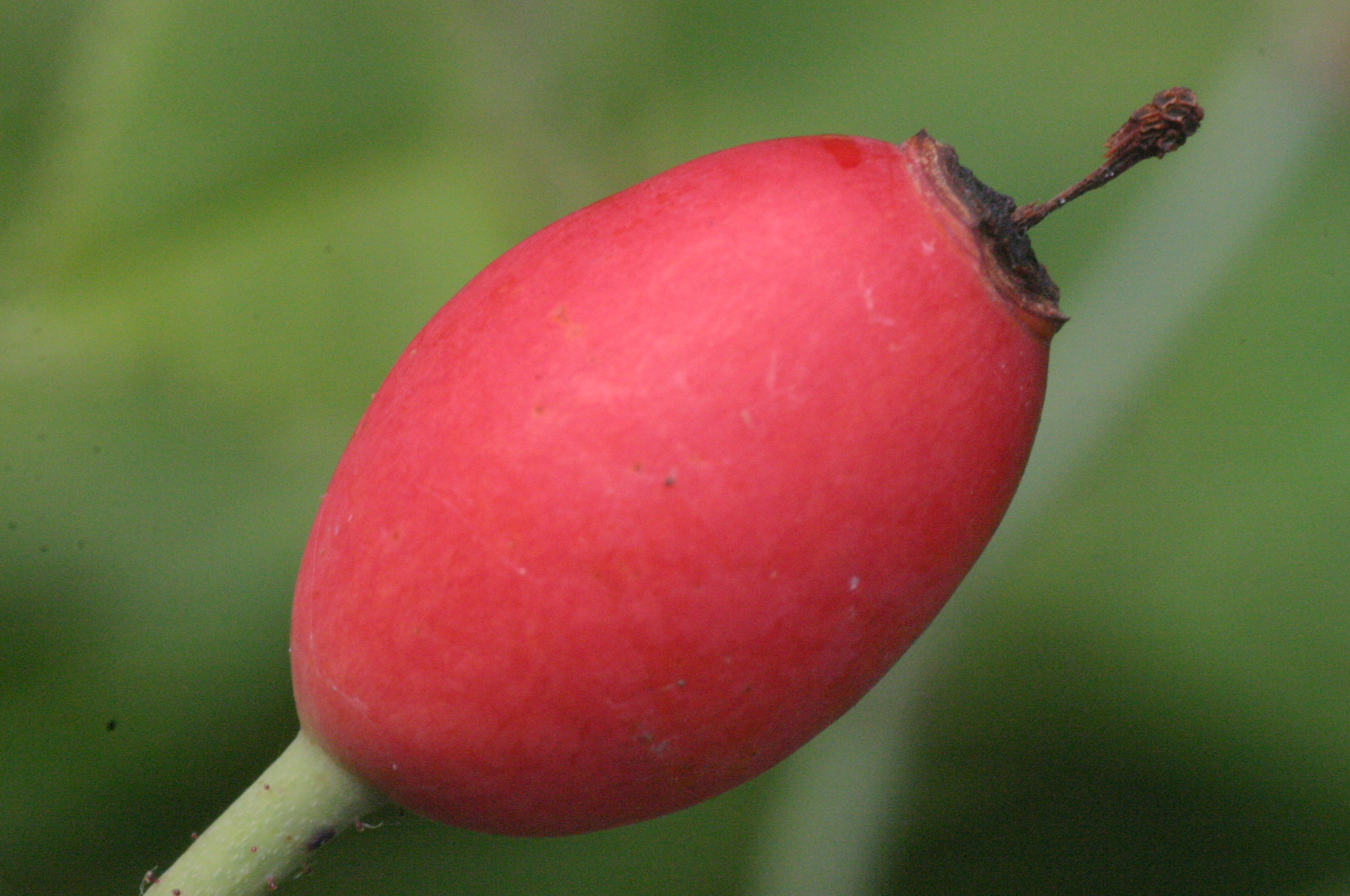
Owoc

PokrójKrzew o pędach osiągających do 1–2 m wysokości pnących się lub czołgających (w uprawie w korzystnych warunkach, nawet do 6 m). Pędy pokryte są silnymi, hakowatymi kolcami, przy czym na gałązkach kwiatowych są one słabo zgięte lub nawet proste.
LiściePierzasto złożone zwykle z 5–7 listków, rzadko trójlistkowe. U nasady z wąskimi przylistkami, na brzegu ogruczolonymi i drobno ząbkowanymi. Listki cienkie, jajowate do szeroko eliptycznych, nagie lub od spodu czasem słabo owłosione, na brzegu zwykle pojedynczo piłkowane, pozbawione gruczołków, matowe. Osadki liścia nagie lub słabo owłosione, ogruczolone i kolczaste.
KwiatyWyrastają pojedynczo lub zebrane po kilka w skąpo kwiatowe kwiatostany. Szypułki znacznie (5-krotnie) dłuższe od owoców, nagie lub ogruczolone. Hypancjum kulistawe. Działki kielicha trójkątne, z pojedynczymi łatkami lub rzadziej bez łatek, nagie, rzadziej z pojedynczymi gruczołkami na grzbiecie. Po przekwitnieniu odgięte, szybko odpadają. Korona kwiatu o średnicy ok. 3–5 cm, składa się z 5 białych płatków. Pręciki liczne, o podobnej długości jak nagie szyjki słupków zrośnięte w wyraźnie widoczną podczas kwitnienia kolumienkę/maczużkę.
OwoceNiełupki zebrane wewnątrz czerwonego (po dojrzeniu), mięsistego i nagiego owocu pozornego (szupinkowego) mającego kształt kulisty lub elipsoidalny o długości 0,8–1,5 cm.
Gatunki podobneGatunek bardzo charakterystyczny z powodu kolumienki w jaką zrośnięte są szyjki słupków – podobną w Europie ma róża wielokwiatowa R. multiflora (wyróżnia się wielokwiatowymi kwiatostanami i mniejszymi owocami wielkości nasiona grochu) i róża wieczniezielona R. sempervirens (ma sztywne, zimozielone liście).

## Biologia i ekologia
Kwitnie w czerwcu, owocuje od sierpnia do października. Rośnie w miejscach otwartych, ale też w zaroślach, żywopłotach i widnych lasach. Występuje na terenach nizinnych sięgając po rzędne 1500 (wyjątkowo 1750) m n.p.m.
Liczba chromosomów 2n = 14.

## Systematyka
Gatunek tradycyjnie zaliczany jest do sekcji Synstylae de Candolle podrodzaju Rosa w obrębie rodzaju róża Rosa z rodziny różowatych Rosaceae. Analizy molekularne nie potwierdzają jednak tej relacji i pozycja gatunku jest niejasna.

### Mieszańce
Gatunek tworzy liczne mieszańce m.in. z takimi gatunkami jak:
- R. arvensis × róża pomarszczona R. rugosa = R. ×paulii Rehder
- R. arvensis × róża długoszyjkowa R. stylosa = R. ×pseudorusticana Crép. ex Preston (syn.: R. ×bibracteoides Wolley-Dod)
- R. arvensis × róża dzika R. canina = R. ×irregularis Déségl. & Guillon (syn. R. ×deseglisei Boreau, R. ×kosinskiana Besser, R. ×verticillacantha Mérat, R. ×wheldonii Wolley-Dod)
- R. arvensis × róża sina R. caesia
- R. arvensis × róża kutnerowata R. tomentosa
- R. arvensis × róża zapoznana R. sherardii
- R. arvensis × róża rdzawa R. rubiginosa = R. ×gallicoides (Baker) Déségl. (R. ×consanguinea Gren.)
- R. arvensis × róża drobnokwiatowa R. micrantha = R. ×vituperabilis Duffort ex Rouy (R. ×inelegans Wolley-Dod)

Jest jednym z prawdopodobnych taksonów rodzicielskich róży białokwiatowej Rosa ×alba.

## Zastosowanie
Roślina bywa uprawiana jako ozdobna (w Polsce dawniej). Na początku XIX wieku wyselekcjonowano z niej w Szkocji grupę odmian zwaną różami Ayshire, cechujących się dużą  mrozoodpornością, małymi wymaganiami glebowymi, odpornością na choroby i suszę. 
Jak w przypadku wielu róż, także i u tego gatunku owoce pozorne są jadalne i nadają się na przetwory.